# 男木島
男木島（おぎじま/おぎしま）は瀬戸内海中部の備讃瀬戸に位置する、面積1.34 km2の島である。2019年（令和元年）現在で109世帯168人。行政上は香川県高松市男木町に属する。郵便番号は760-0091（高松中央郵便局管区）。隣島である女木島とは、雌雄島（しゆうじま）の関係にある。

## 地理

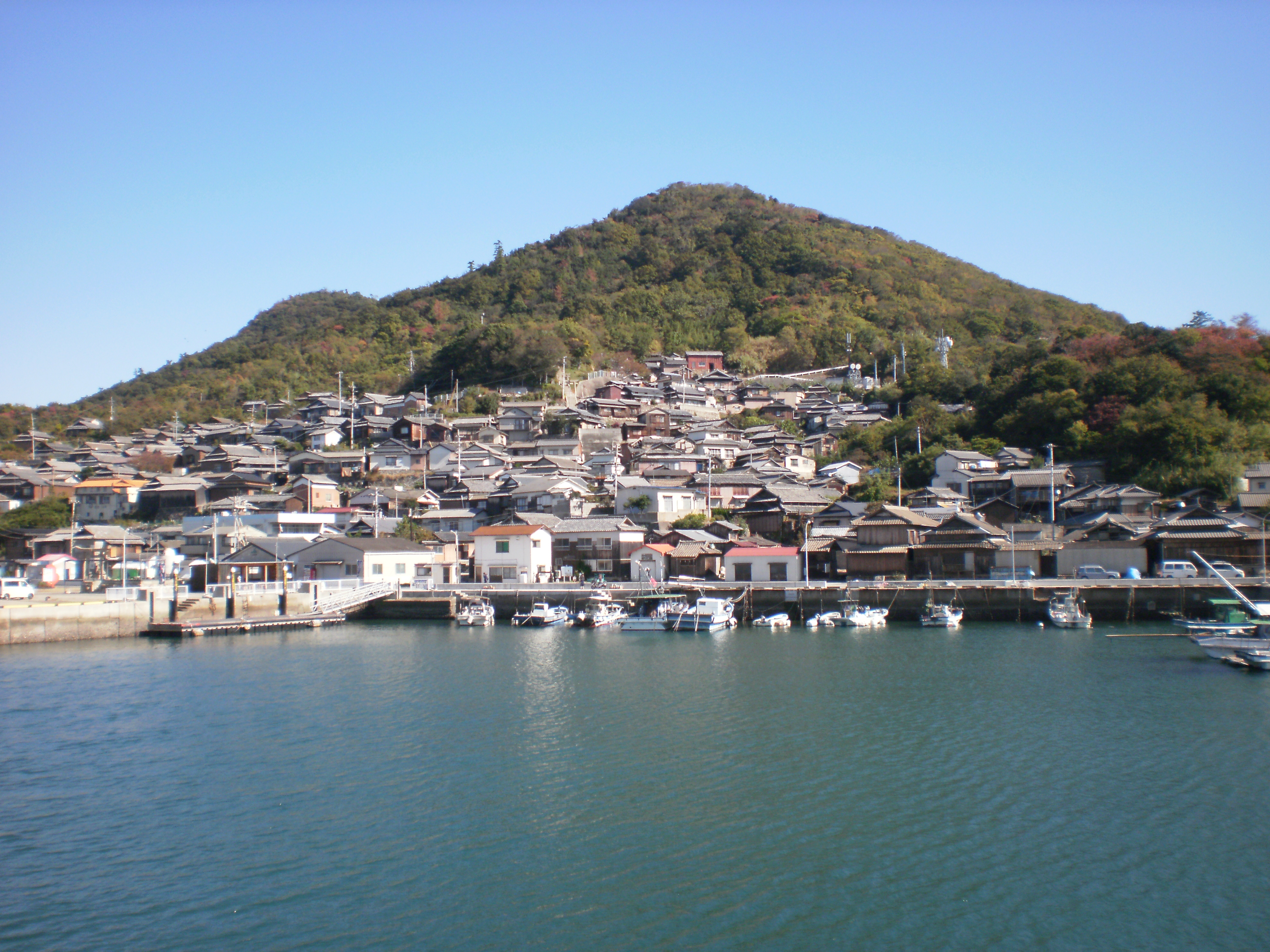
沖から見る男木島の集落

高松港北方10.1キロメートル、フェリーで約40分の地点に位置しており、「加茂ヶ瀬戸（かもがせと）」と呼ばれる瀬戸を挟み、夫婦島である女木島と接している。加茂ヶ瀬戸は潮流が急であることで知られている。 南北に並ぶ3つの山頂を有しており、最も高いのは最北に位置する標高213メートルのコミ山、次に高いのは2番めに北に位置するピークである。
温暖、小雨の典型的な瀬戸内式気候であり、冬期の積雪はほとんど見られない。クロマツ林、クロマツ混合林でおおわれ、鳥類が多く、各種海浜植物の群落もある。男木島には自然の水系が存在せず、島内には小さなため池が1つあるのみにとどまる。
島内には平坦地が少ないことから、急勾配の傾斜地に堅牢な石垣を積むことで宅地が造られており、こうして作られた路地空間には独特の風情が感じられる。地理学者の金尾宗平はこの景観を「奇景」であると評している。金尾はまた、この景観は博多湾の志賀島や玄界島などと同様に卓越風の影響、あるいは交通の関係によるものであろうとしている。

### 地質
| タンク岩と岩海 |  | ジイの穴 |
| タンク岩と岩海 |  | ジイの穴 |

花崗岩上に凝灰角礫岩をはさみ、讃岐岩質玄武岩を載せる開析された円錐型の溶岩台地であり、島の背梁北端の標高約180メートルの地点には讃岐岩質玄武岩の柱状節理と、その崩壊物からなる岩海がある。岩海のほぼ中央からは長さ4メートル、横3メートル前後の、戦車のような形をしていることから「タンク岩」と呼ばれる柱状節理が突出している。玄武岩の柱状節理という地形は香川県内ではまれであるため、「男木島の柱状節理及び岩海」は1976年（昭和51年）に市の天然記念物に指定された。沿岸には断層も多く、そこからは粗粒の花崗岩の間にペグマタイトやアプライトの変わった組織を見ることができるほか、人頭大から鉄砲風呂大の巨大なポットホールも存在する。
コミ山西斜面にある展望台の上方斜面にあるジイの穴は、玄武岩質火山礫凝灰岩を採掘した跡であるとされる。坑口の崖では火山礫凝灰岩が讃岐岩質玄武岩に覆われているが、この讃岐岩質玄武岩の基底は角礫状に破砕されており、これは溶岩流基底のクリンカー（破砕部）に相当するものである。また、火山礫凝灰岩は黄褐色になっており、長期間陸上で風化したことを示している。
1931年（昭和6年）、高松市の小学校教員であった橋本仙太郎は、ジイの穴は、桃太郎伝説において鬼の副大将が逃げ込んだ場所であると比定した。また、洞窟の奥には湧水が湧いており、飲むと不老長寿になるという言い伝えがある。

### 島名の由来
島を男女に見立て、対岸の女木島と対応してつけられた名前とされている。また男木島の「木」の由来にも諸説あり、樹木が生い茂っているからとも、防御地である「城」に由来するとも、あるいは出雲系の氏族である紀氏がこの島に定住したからとも言われる。また、古事記に登場する豊玉姫に由来する「大姫（おおぎ）島」という名前が転じたものである、という説もある。源平合戦の屋島の戦いで、那須与一が射た扇が流れ着いたことから「おぎ（おおぎ）」という島名がつけられたとする伝承も存在する。

## 歴史

### 近代まで
| 1838年（天保9年）に作成された『天保国絵図』に見える直島三ヶ島。 直島 男木島 女木島。 |  | 1838年（天保9年）に作成された『天保国絵図』に見える直島三ヶ島。 直島 男木島 女木島。 |
| 1838年（天保9年）に作成された『天保国絵図』に見える直島三ヶ島。 直島 男木島 女木島。 |  |                                                                                      |

島内には小規模の積石塚であるコミヤマ古墳など、6基の古墳がある。
男木島・女木島・直島を併せて「直島3ヶ島」というが、戦国期から1671年（寛文11年）にかけて、この地域は土豪である高原氏の所領であった。軍記物である『南海治乱記』には、高原氏の祖は北条時頼の時代に備讃瀬戸の海賊を平定し、直島諸島および塩飽諸島を下賜された香西家資であると記されている。天正10年（1582年）の備中高松城の戦いでは高原次利らが案内者として羽柴秀吉を助け、その功績から直島3ヶ島の支配を安堵された。次利の子である次勝は関ヶ原の戦いで東軍に与し、その後は旗本として家名を保った。高原氏5代当主である高原仲昌には継嗣がいなかったことから、丹波国山家藩より谷衛政の八男である熊之助を養子に迎えて6代高原仲衡とした。しかし、仲昌と仲衡は反りが合わず、仲昌は仲衡が「父母に不孝である」ことを大老の酒井忠清に訴えた。しかしそれが裏目に出て1671年（寛文11年）12月に高原氏は改易、翌1672年（寛文12年）より直島3ヶ島は天領となった。
1862年（文久2年）、高松藩は幕府の内命を受けて男木島、女木島に台場の築造を命じた。当初、「天領である」という理由から両島は命令に従わず、高松藩は対抗措置として、両島の漁民が高松城の魚市場で海産物を売ることを禁じた。獲った魚の大半を高松城下で販売していた男木島の漁民は生計に困り、当時の庄屋であった上川弥三右衛門の宅に押しかけて陳情を行い、弥三右衛門は女木島の庄屋である西尾寛右衛門とともに直島の庄屋三宅家を頼り、台場築造を受け入れることとした。
石高は、『直島之内男木島古帳面高辻写』に見える1679年（延宝7年）の備中国足守藩による検地では83石余、うち小物成は山手銀8匁余、真綿300目代銀33匁、苫50枚代銀20匁、小麦藁菰100枚銀10匁、いかなご網運上銀260匁、鯛網2帖運上銀700目となっている。『天保郷帳』には89石余、『旧高旧領取調帳』には88石余、とある。幕末頃に描かれた『直島旧跡順覧図絵』には島まわり1里8町15間、山畑は若干で漁師が多い、と記述されている。
1882年（明治15年）には男木島漁夫総代会が結成された。1885年（明治18年）には中ノ瀬、城ノ瀬、藻先ノ瀬と呼ばれる漁場を巡って直島漁民と男木島漁民が乱闘する事件があり、翌1886年（明治19年）には大阪控訴院によりこれらの漁場が男木島の漁場であることを認める判決が出された。1895年（明治28年）には島北端部に男木島灯台が設立された。当時の灯台の光源は石油であったから昼夜を通しての管理が必要であり、灯台完成後は、職員2名が家族とともにこの地に住み、孤立した厳しい環境下で灯台の管理を行った。

### 現代

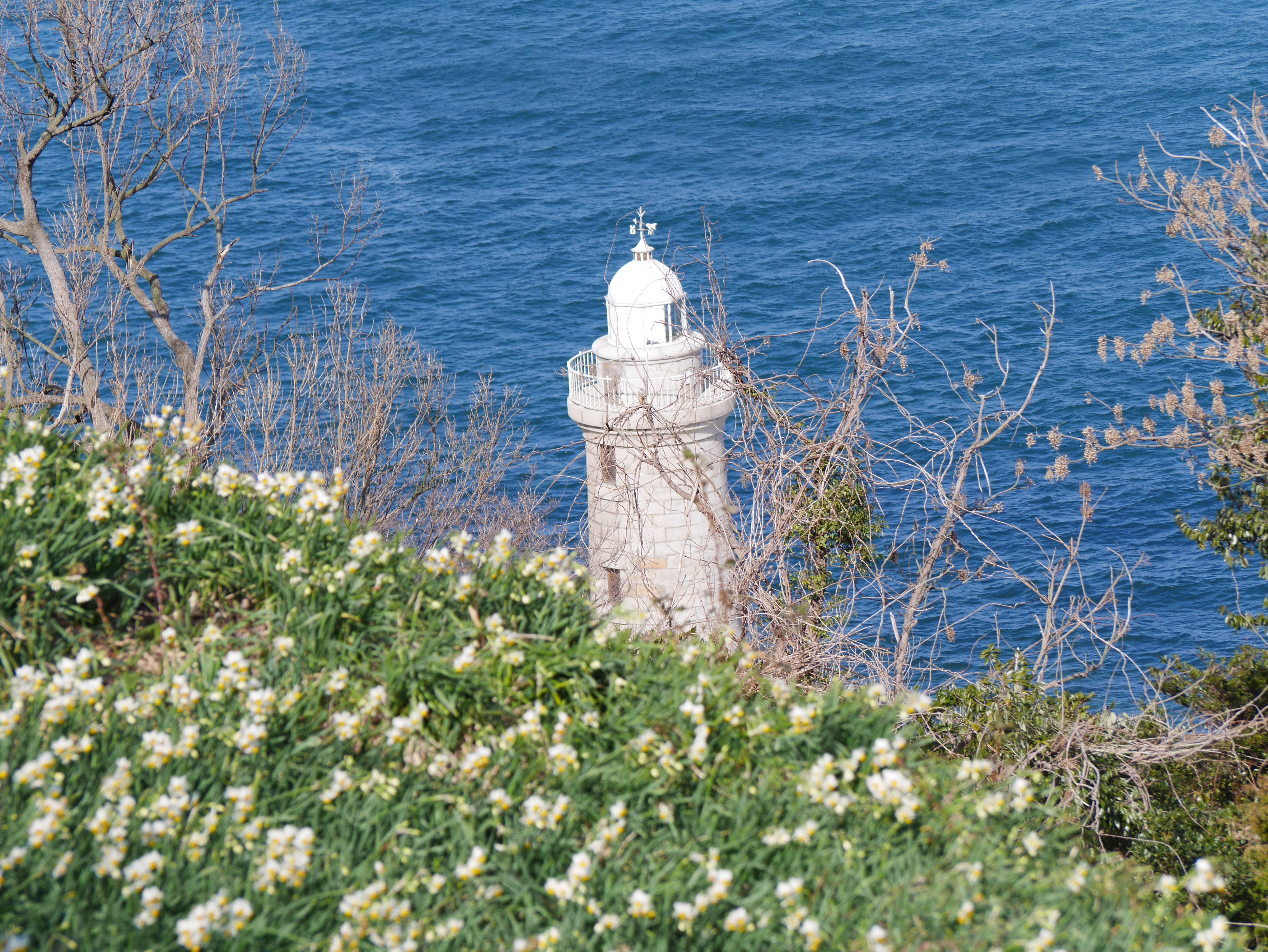
男木島灯台と水仙

1945年の太平洋戦争終結後、男木島の人口は引き揚げによって著しく増加し、多くの家屋が建てられた。1950年代には島の人口は1500人から2000人ほどとなっていたものの、その後の高度経済成長によって多くの人口が都市部に流出し、1980年（昭和55年）の時点で人口は551人まで落ち込んだ。また、男木島は1957年（昭和32年）12月23日に離島振興法の指定を受け、それに基づき1976年（昭和51年）2月に簡易水道が設営された。
1987年（昭和62年）には男木島灯台が無人化された。その後灯台に隣接する、職員が寝泊まりするために建てられていた退息所は改築され、灯台の歴史をテーマとする資料館として再利用された。2003年（平成13年）にはジイの穴とタンク岩、および灯台資料館とを結ぶ遊歩道が整備され、翌2004年（平成13年）にはこの遊歩道周辺に水仙の球根を植え、男木島を「水仙の島」にしようという計画が立ち起こった。島に自生していたものを掘り起こすなどして、5年以上かけて遊歩道周辺の耕作放棄地約1万2000平方メートルに36万個の球根が植え付けられた。
瀬戸内国際芸術祭は2010年（平成22年）7月19日から10月31日までの105日間、男木島を含む7つの離島および高松港、宇野港周辺で開催され、男木島では14の芸術作品が展示された。男木島では観光客を迎えるための準備が積極的に行われ、食事を提供する施設、港の公衆トイレ、荷物預かり所などが整備されたほか、アーティストが作品を展示するための空き家の提供なども行われた。会期中、島には累計9万6503人、1日平均919人の観光客が訪れた。観光客の数は「島が沈む」のではと思わせるほどのもので、男木島は大きく賑わった。また、この芸術祭の後には1人のIターン希望者が現れ、このことは今後に希望を感じさせる朗報として受け取られた。
2013年（平成25年）の第2回瀬戸内国際芸術祭は会期を春、夏、秋の3つに分ける形で行われたほか、新たに会場として香川県内の5島が追加された。男木島を訪れる観光客は累計4万9712人と減少したものの、島民からは「男木島に関しては今回の来場者くらいが、来場する人の質の面でも、島民の生活に不便が出ないという面でも、妥当と考える」との意見も出た。また、この芸術祭の後には島の悲願でもある、子供連れのUターン希望者が現れた。同年の秋には、休校中であった男木小中学校が小学生4人、中学生2人を迎えて再開された。2016年4月には、鉄骨2階建ての新校舎が完成した。2022年度には小学生6人、中学生4人が学んだ。
男木島は瀬戸内国際芸術祭の開催、また同年に著名な動物写真家である岩合光昭が撮影に訪れ、同島の猫たちを紹介したことをきっかけに「猫の島」としての知名度が高まった。男木島の存在は愛猫家のネットワークに瞬時に広がり、2014年（平成26年）度に訪れた観光客は5200人にのぼった。しかしその反面、増え続ける猫に農作物が荒らされる被害や、猫の糞尿による悪臭の苦情が相次いだほか、島に生息する猫の健康状態が目に見えて悪くなっていたことから、2016年（平成28年）5月30日から6月3日にかけ、兵庫県芦屋市を拠点とする公益財団法人、「どうぶつ基金」の主導のもと島内の猫のべ117頭に、去勢手術が施された。

### 人口の推移
| 1875年（明治8年）  | 124戸 518人  |
| 1891年（明治24年） | 125戸 707人  |
| 1958年（昭和33年） | 331戸 1034人 |
| 1980年（昭和55年） | 198戸 551人  |
| 2000年（平成12年） | 154戸 299人  |
| 2017年（平成29年） | 107戸 163人  |

### 沿革
- 1672年（寛文12年） - 高原氏領から幕領となる。備中松山藩預地となる。
- 1681年(延宝元年) - 倉敷代官所所管となる。
- 1686年（貞享2年） - 大阪城代所管となる。
- 1708年（宝永5年） - 高松藩預地となる。
- 1713年(正徳3年) - 大阪城代所管となる。
- 1721年（享保6年） - 高松藩預地となる。
- 1740年（元文5年） - 大阪城代所管となる。
- 1746年（延享3年） - 倉敷代官所所管となる[注 5]。
- 1868年（慶応4年）
  - 1月20日 - 高知藩取締地となる。
  - 5月16日 - 倉敷県設置。
- 1872年（明治4年）
  - 8月29日 - 高松県の管轄となる。
  - 10月5日 - 丸亀県管轄となる。
- 1873年（明治5年） - 小豆郡から香川郡に移管される。
- 1874年（明治6年）2月20日 - 名東県の管轄となる。
- 1876年（明治8年）9月5日 - 香川県（第2次）の管轄となる。
- 1877年（明治9年）8月21日 - 第2次府県統合により愛媛県の管轄となる。
- 1888年（明治21年）12月3日 - 香川県（第3次）の管轄となる。
- 1890年（明治23年）2月15日 - 町村制施行に伴い雌雄島村発足。雌雄島村男木島となる。
- 1956年（昭和31年）9月30日 - 高松市に編入合併、高松市男木町となる。

## 生活

### 教育
市立の小・中学校に通学する場合は、高松市立男木小学校および高松市立男木中学校の学区となる。1868年(明治元年)頃、庄屋であった上川弥三衛門が私塾を開いたが1882年（明治14年）に廃された。同年に開かれた寺子屋は1884年（明治17年）に男木弘文小学校となり、1947年（昭和22年）までに男木小学校、男木中学校となった。1941年（昭和16年）度には186名もの児童が在籍していたものの、島の過疎化のため、2008年（平成20年）には小学校、2011年（平成23年）には中学校がそれぞれ休校となった。
しかし2013年（平成25年）の瀬戸内国際芸術祭を機にUターン者や移住者が増えはじめ、同年秋には未就学児から中学1年生までの子ども11人のいる4世帯が小中学校の再開を求める署名活動を始めた。結果、881名の署名と学校再開の要望書が提出され、翌年から小中学校が再開されることが決定された。このことによって男木島小中学校は6年ぶりに、小学生4人、中学生2人ののべ6人を生徒として迎えることとなった。従来の校舎は耐震性が不十分であったため生徒らは2年間、港近くの仮設校舎で授業を受けてきたが、2016年4月8日には鉄骨2階建ての新校舎が落成、同年5月6日には保育所も再開された。2016年度現在、男木小学校、男木中学校にはそれぞれ4人の生徒が在籍している。
ほかに、1911年（明治44年）には実業補習学校が創設された。この学校には1919年（大正8年）に農業科と水産科が加えられ、男木農水産補習学校となっていた。

### 医療・福祉
国民健康保険診療所が設置されており、医師1人、看護師3人が週4回、診療に当たっているが、高度又は専門的な医療が必要な場合は、陸地部の病院で診療を受ける必要がある。島内で救急患者が発生した場合、患者は定期便ないし民間船を利用して高松港に入らなければならなかったが、2010年（平成22年）度からは高松市によって救急艇「せとのあかり」が運用されている。2011年（平成23年）から2014年（平成26年）にかけて、救急艇はのべ80回出動した。地域保健活動については、地区担当保健師と保健委員会が協働して、健康相談や訪問指導等の各保健事業を実施している。
男木島および女木島の2012年度時点における介護保険要介護認定者数は59人で、要介護認定率は25.21パーセントと、高松市全体の認定率21.35パーセントを上回っている。そのため両島では、島民が介護サービスを支障なく受けられるように旅客運賃等の助成が行われている。介護保険サービス事業者の指定については、介護保険法に基づく人員、設備等の基準を満たす必要があるが、男木島のような離島ではそのようなサービスを確保することが著しく困難であるため、高松市の判断によって通所介護・短期入所生活介護事業所が相当サービス事業者として指定されている。

### 施設

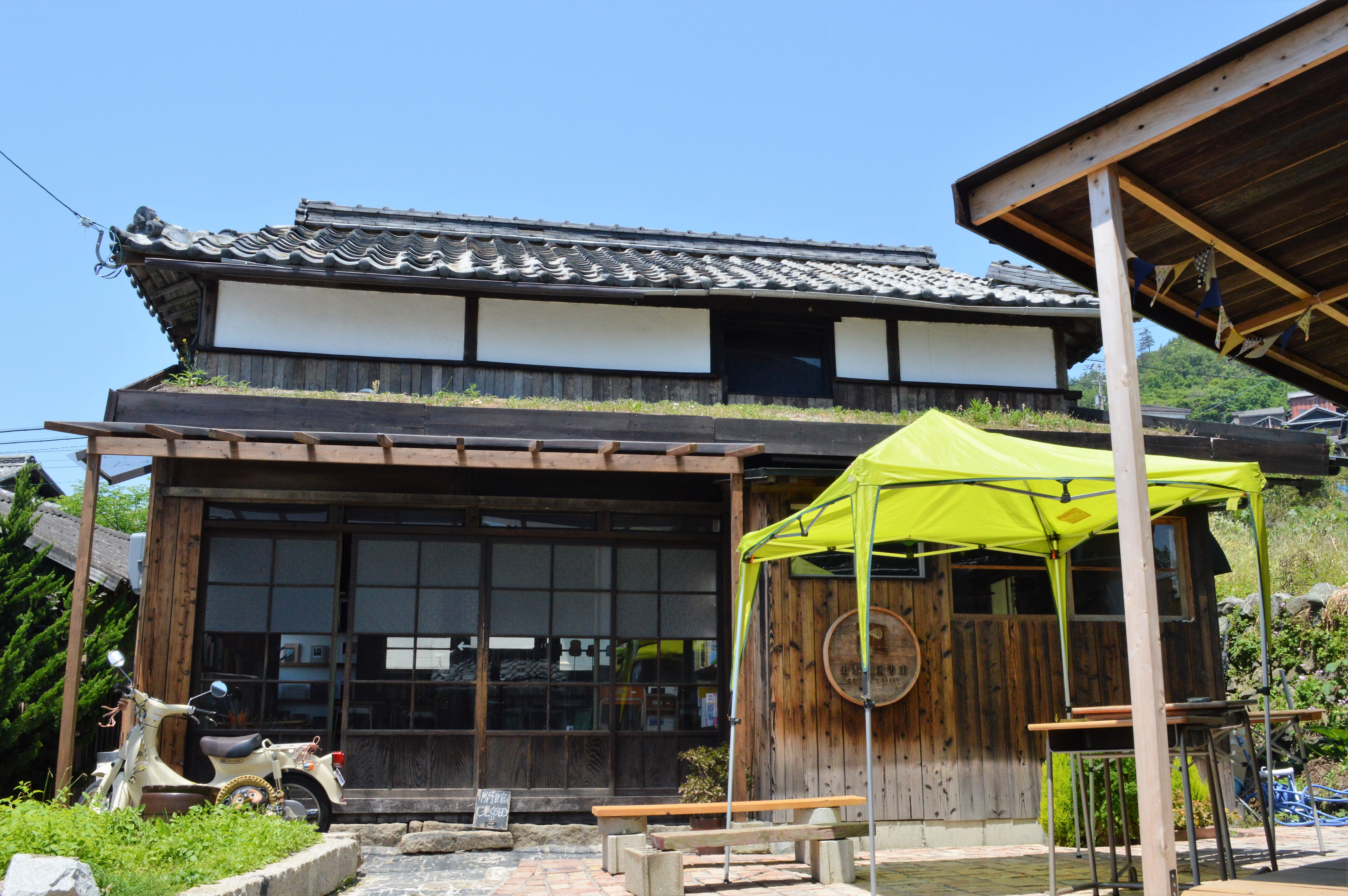
男木島図書館

公民館が生涯学習の場として整備されていたが、2006年（平成18年）度にはコミュニティセンターとなった。同コミュニティセンターは、地域住民によるまちづくり活動、生涯学習および地域福祉の推進など諸活動の場となっている。施設の維持管理等の業務は、コミュニティ協議会が指定管理者としての選定を受け、自主的に管理運営を行っている。また、2010年（平成22年）度の第1回瀬戸内国際芸術祭において、主要なアート作品のひとつとして整備された男木交流館は、来島者やアーティストと島民の交流の場となるとともに、島のシンボルとして地域の活性化や観光振興に寄与している。
また、2016年（平成28年）2月14日には移住者のひとりであるウェブデザイナーの福井順子らによって、私設図書館である男木島図書館が開設された。図書館は島内にある築80年の空き家を改修して造られたもので、1階には本棚だけではなくギャラリーも設けられた。海外文学や文庫類、児童書、写真集など開設時点で約3500冊が並び、蔵書の中には男木島出身の小説家の本もある。

### その他インフラ
男木島には自然の水系が存在せず、溜め池が1つと溜め井戸が数個あるのみであったため、島民は長い間水の確保に苦しんでいた。男木島には1976年（昭和51年）2月に簡易水道が設営され、給水船をもちいて高松市から水を運び、そこからポンプ加圧で配水池に送水する、という手段で水がまかなわれていた。しかし、給水船の老朽化してきたこと、気象に左右される不安定な供給体制を解消するためなどから海底送水管の敷設が行われ、1997年（平成9年）4月から運用が始められている。とはいえ、島内にはいまだ水道設備をそなえていない物件も散在する。
男木島の一部地域では超高速無線サービスが提供されているが、2016年現在で光ファイバー等の超高速ブロードバンド基盤の整備は行われていないが、2020年(令和2年)9月高松市議会に男木島・女木島の超高速情報通信網整備予算が提案されフレッツ光が2022年3月23日からサービス提供を開始した。2000年（平成12年）からはごみステーション方式により、容器包装リサイクル法に対応した分別収集が実施されているほか、廃棄物の再資源化および減量の取り組みのため、堆肥化容器の購入補助が行われている。男木島には下水道が存在しないため、合併処理浄化槽を設置する世帯に補助を行い、浄化槽の設置を促進することによって、生活排水による水質の汚濁を防止する対策が行われている。し尿および浄化槽汚泥は、収集業者が船舶などを用いて定期的に収集している。

## 交通

### 陸上交通

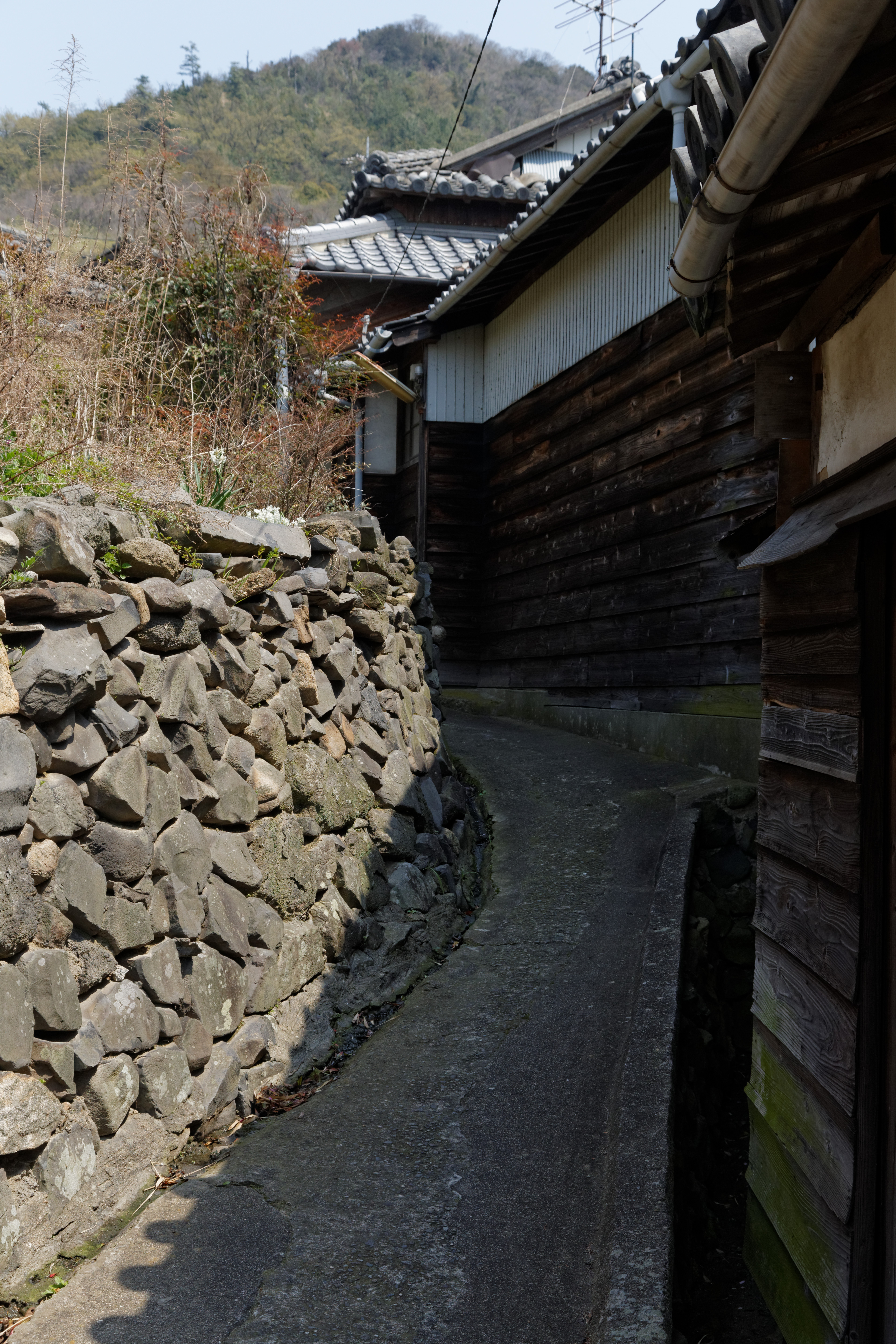
男木島の路地

男木島の道路は概して幅員が狭く、急坂であるため、車両の通行が一部に限られている。それゆえ島内の移動は主に徒歩または原付バイクでなされ、さらには「オンバ」と呼ばれる乳母車や改造耕運機の使用もみられる。買出しや荷物の運搬、高台の憩いの場や災害時の港の近くの避難場所までを徒歩で移動しなければいけない現在の状況は、高齢化の進む男木島では問題であるとされる。

### 男木港

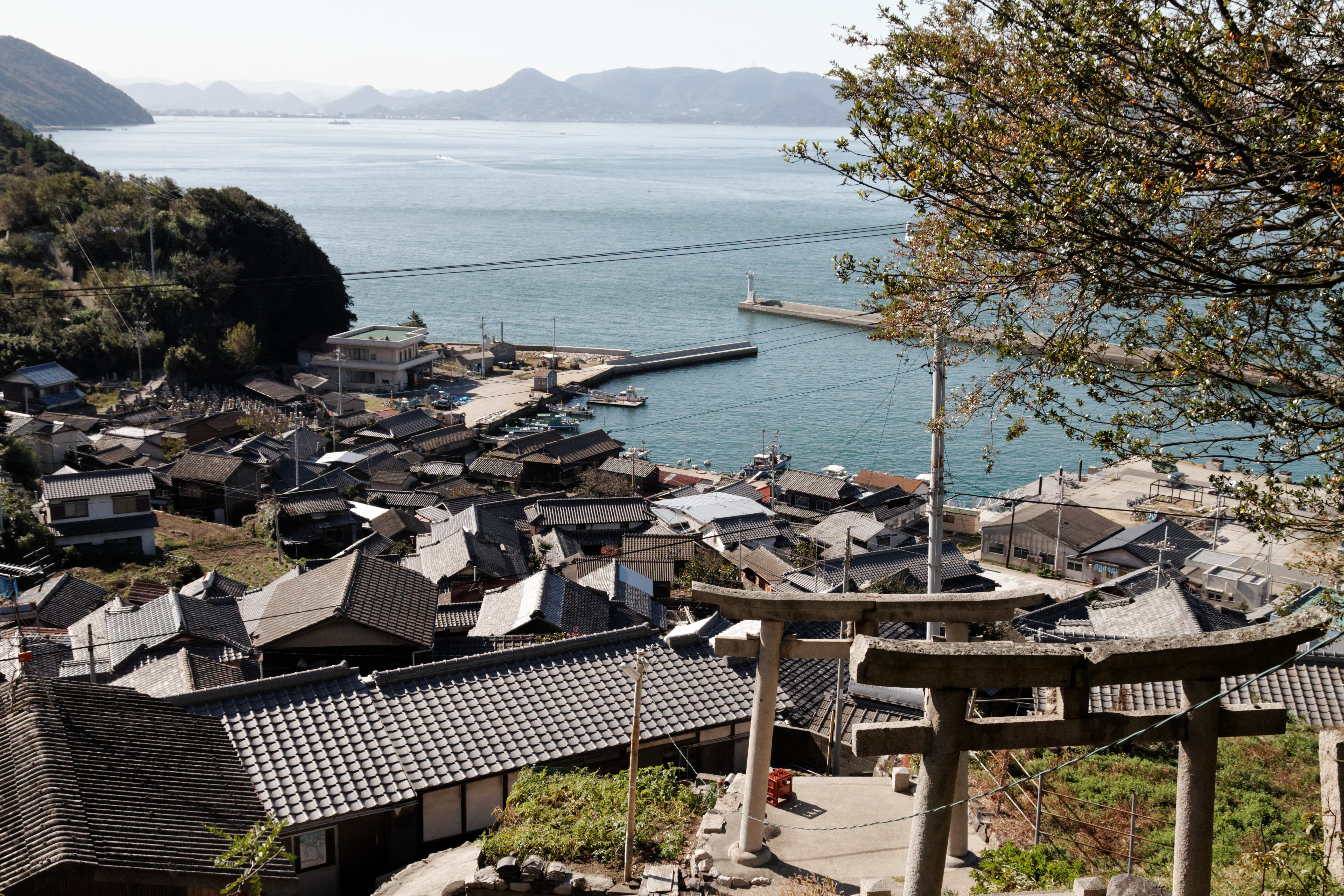
男木港

男木港（おぎこう）は男木島の西南部に位置する、高松市の管理する港湾である。民間事業者である雌雄島海運が男木島・女木島・高松間を結ぶフェリーを運行しており、通年で往航・復航ともに1日6便の運航回数が確保されている。
男木港は島の玄関港としての役割を果たすとともに、島内で営まれる消費、生産等諸活動に要する物資の取扱港および、小型船舶の避難港として重要な役割を果たしている。同港は1928年（昭和3年）までにはほぼ現在の形に整備されたが、1951年（昭和26年）、1954年（昭和29年）の台風により大半の施設が被災し、1956年（昭和31年）までその復旧が行われたほか、現在も随時、局部的な改修工事が行われている。

## 産業
| 項目名                   | 単位（人） |
| ------------------------ | ---------- |
| 総数（職業）             | 55         |
| 管理的職業従事者         | 1          |
| 専門的・技術的職業従事者 | 3          |
| 事務従事者               | 2          |
| 販売従事者               | 7          |
| サービス職業従事者       | 6          |
| 保安職業従事者           | 3          |
| 農林漁業従事者           | 20         |
| 生産工程従事者           | 1          |
| 輸送・機械運転従事者     | 2          |
| 建設・採掘従事者         | 1          |
| 運搬・清掃・包装等従事者 | 9          |

男木島には平野がほとんど存在しないため、農業は山裾から海に向かう急斜面に階段状につくられた畑地帯で行われる零細なものにとどまり、従事者自体の高齢化も進んでいる。水田はごく限られた場所にしかない。また、かつては、牛を飼育し、春秋の農繁期に「借耕牛」として高松方面に貸し出し、対価に米を得る家庭も多かった。
また、サワラやタコなどを漁獲する沿岸漁業が広く行われている。男木島における水産業は不況や消費の減少などによる魚価の低迷、従事者の高齢化、後継者不足等の問題を抱えているが、香川県全体で取り組まれている種苗放流および資源管理により、激減していたサワラの漁獲量が回復傾向にあるのを始め、放流事業に取り組んでいる魚種は安定して漁獲されている。男木島の漁業組合である男木島漁業協同組合は、2013年（平成25年）1月に女木島漁業協同組合と合併し、東瀬戸漁業協同組合として再発足した。

### 男木漁港
男木漁港（おぎぎょこう）は男木島東南部に位置する第1種漁港 である。1982年（昭和57年）3月12日に漁港として指定された。男木島は古くから漁業の島として知られ、男木港を中心に漁業活動を行ってきたが漁船の大型化により港が狭くなってきたため、1965年（昭和40年）頃からは現在この港がある地点に桟橋を設け、漁業を行っていた。1982年の漁港指定を受け、高松市の第7次、第8次漁港整備長期計画に基づき整備が行われた。

### 観光
全域が瀬戸内海国立公園に指定されており、豊かな自然や美しい砂浜を活用した海水浴を目的に、日帰りレクリエーション客が数多く訪れている。また、灯台資料館とジイの岩、タンク岩を結ぶ遊歩道には、あわせて約1100万本の水仙が植えられている。この敷地は、「水仙郷」として毎年2月から3月ウォーキングイベントが開催されており、2014年（平成26年）2月に開かれた水仙ウォークには島外から600人程度が参加した。

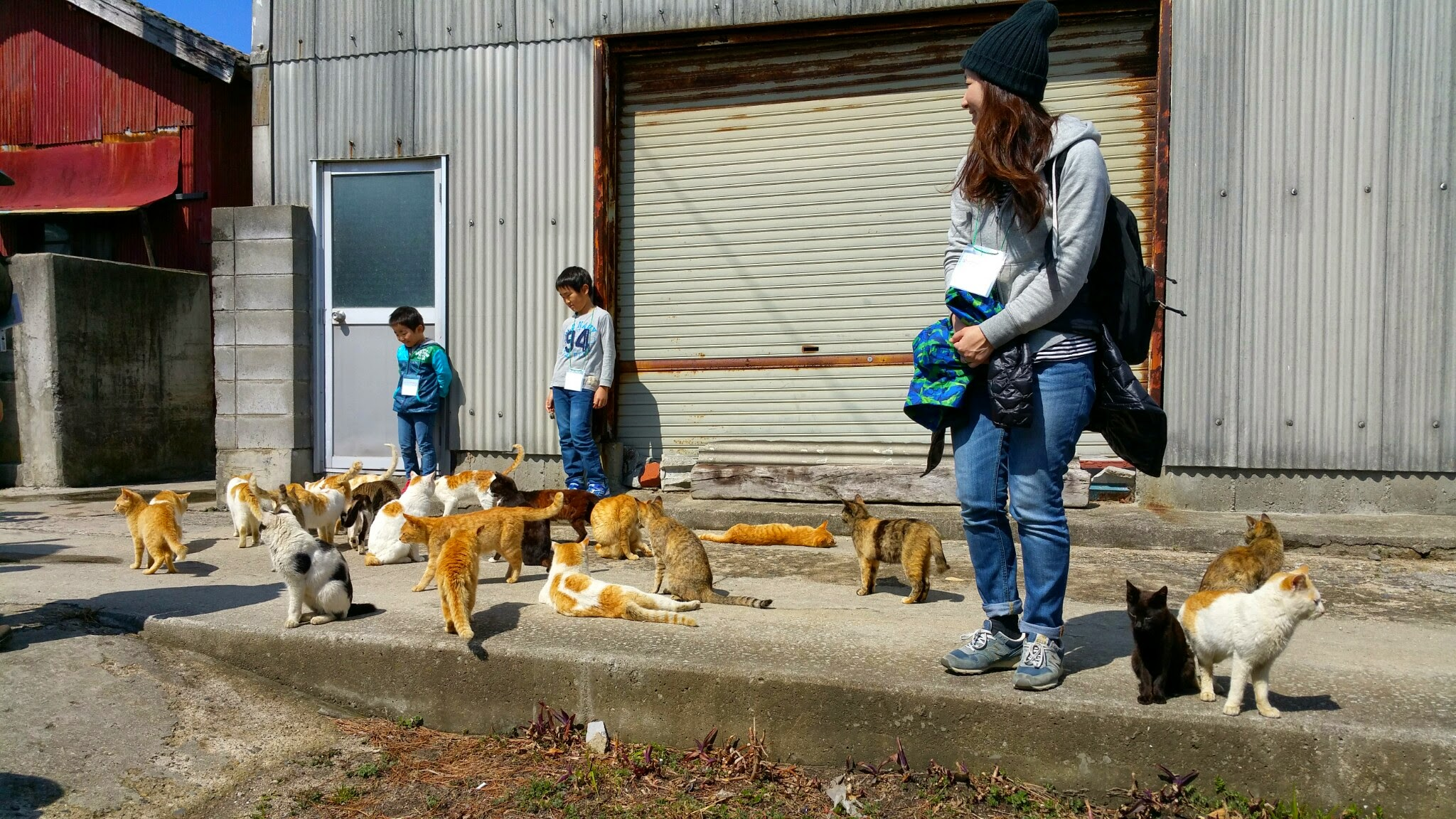
男木島の猫

男木島は瀬戸内国際芸術祭の会場となり、芸術祭の終了後も一部の作品が展示されつづけているなど、島民が芸術文化に触れる機会が増加するとともに、島の文化が見直される機運が高まっている。また、男木島では芸術祭を契機に繋がりが生まれた県内外のアーティストや、NPOなどの市民活動団体を中心とした地域との交流促進活動が行われており、島ではNPO団体が様々な交流イベントの様子をホームページで紹介しているほか、島民自らによるインターネットを活用した島外との交流を促進するなど、交流人口の拡大を図っている。また、男木島は「猫の島」であることでも知られており、島内にある民宿の主人は「宿泊者の8割が猫目当ての観光客である」と語っている。

## 社寺・史跡

### 男木島灯台

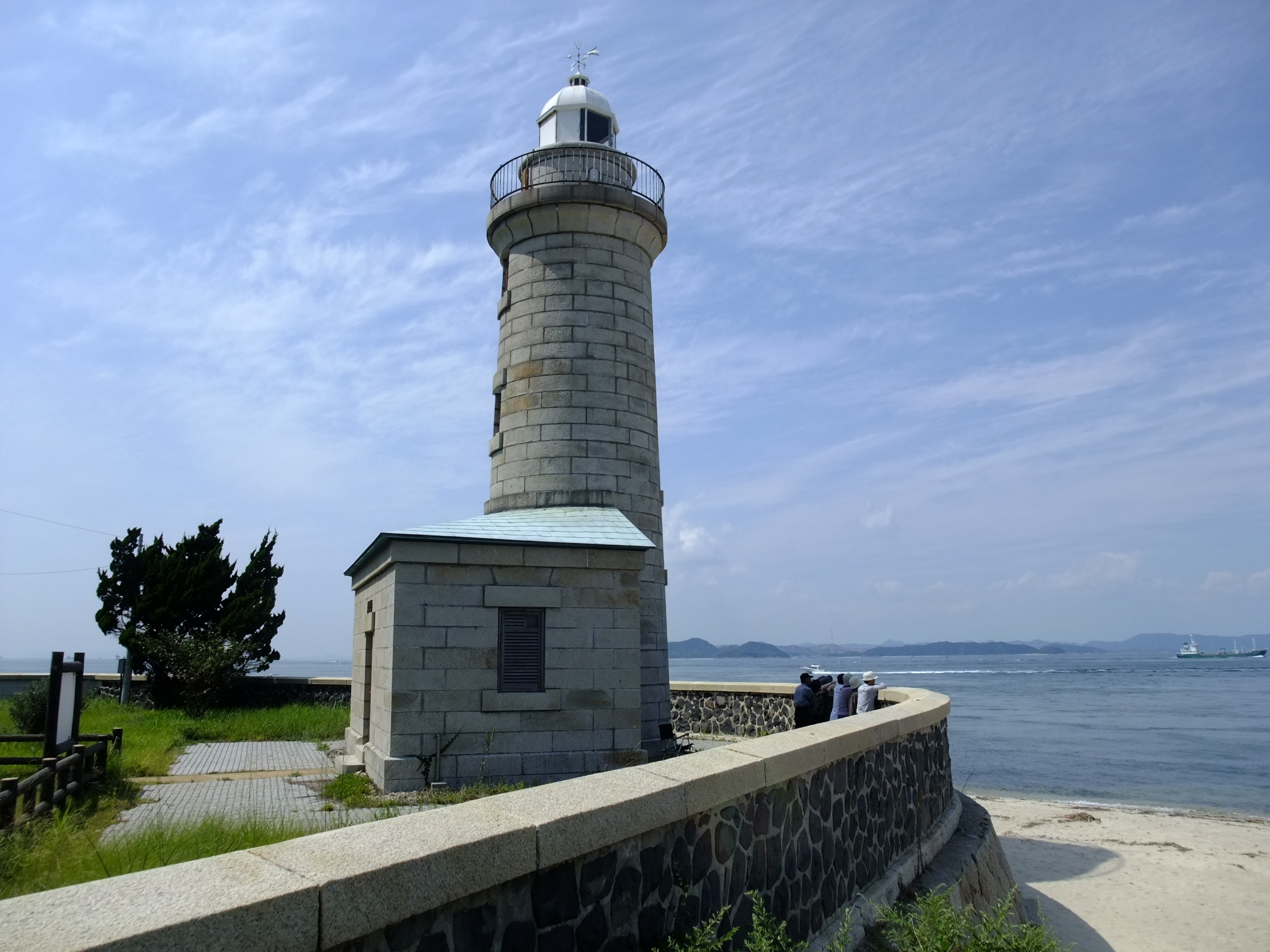
男木島灯台

男木島灯台（おぎじまとうだい、おぎしまとうだい）は男木島北端部に位置する、高さ14.17メートル、御影石積みの灯台である。日清戦争直後の海運助成策の推進により、瀬戸内海の海上交通量が増加したことから1895年（明治28年）、日本政府によって建設された。総工費は当時の金額で1万820円25銭2厘を要したといわれている。男木島灯台には内部の螺旋階段も含め、香川県特産の御影石材である庵治石が用いられている。通常、日本の灯台の外壁には赤色や白色などの塗装がほどこされていることが多いが、男木島灯台は庵治石の素材を生かすため外壁塗装を施していない。このような灯台は、全国でも男木島灯台と山口県の角島灯台の2基しかない。
海上保安庁は1985年（昭和60年）から1987年（昭和62年）にかけて、構造補強などの整備に資することを目的に「灯台施設調査委員会」を発足させ、明治期に築造された灯台施設の歴史的背景などを明らかにして価値の評価を行った。男木島灯台はその中でも特に貴重な灯台として、その保存方法を特別委員会で検討する必要のあるとされる、Aランクの保存灯台23基のひとつに指定された。また、同灯台は2003年（平成15年）に土木学会選奨土木遺産のひとつに認定された。

### 豊玉姫神社

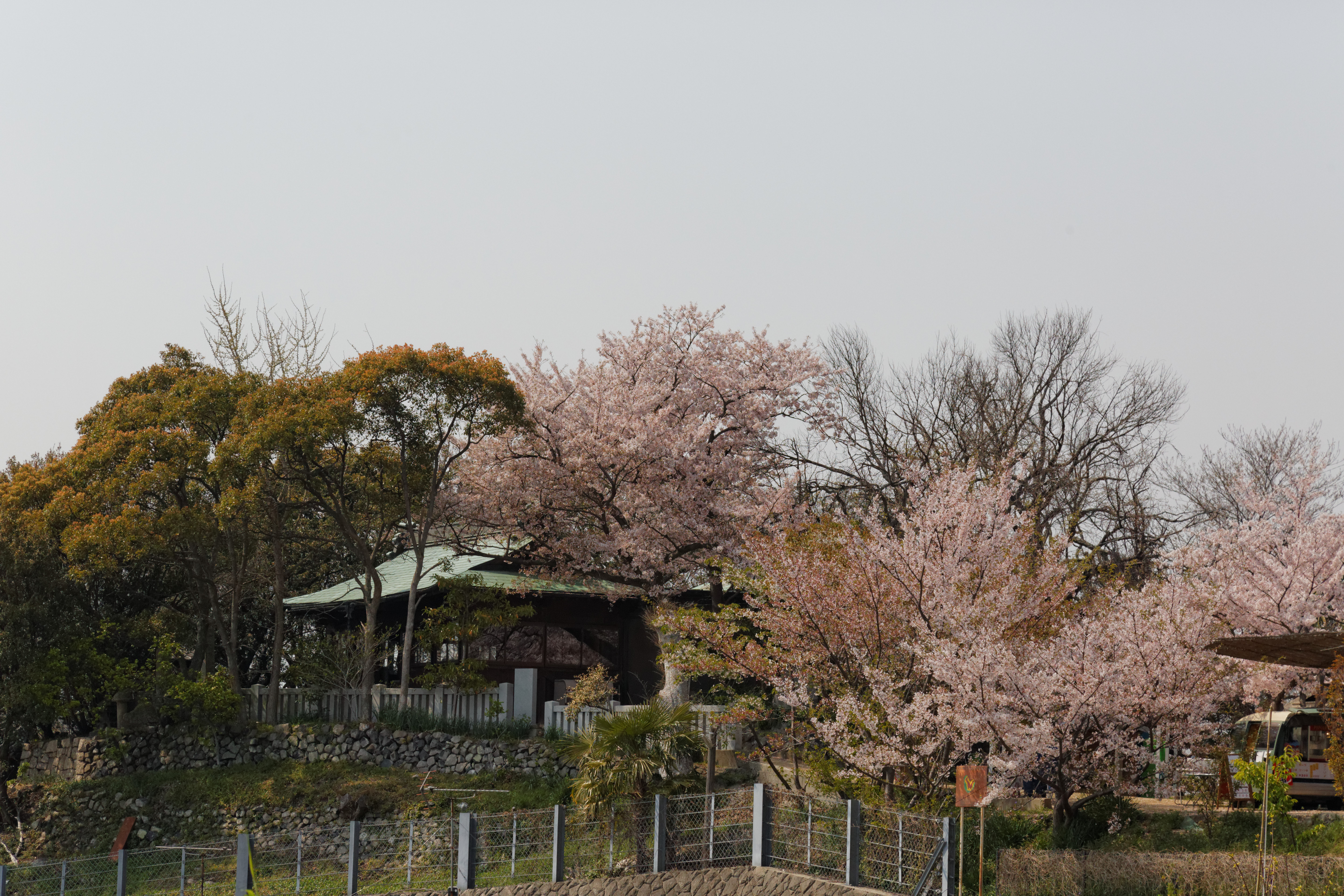
豊玉姫神社

豊玉姫神社（とよたまひめじんじゃ）は1580年（天正8年）に建立されたといわれる、豊玉姫を祀る神社である。島民からは親しみを込めて「玉姫さん」とも呼ばれている。豊玉姫は安産の神として知られ、この神社に伝わる神具（子安貝）でお酒を飲むと無事にお産ができると言われている。同神社には直島諸島のみならず小豆島、豊島や讃岐国各地、さらには本土の吉備などからも参拝者が訪れた、といわれている。豊玉姫神社には1817年に鋳造、寄進された釣り鐘があり、かつては招集、濃霧の警戒、臨時集合の合図などに使用された。また、境内にはウバメガシの巨木があり、1977年（昭和52年）には高松市の名木に指定されている。同年には、境内にあるサイカチが県指定の天然記念物に指定されたが、枯損のため、2007年（平成19年）に指定解除された。豊玉姫神社は山頂にあるため見晴らしがよく、港の大鳥居からの参道を通じて島内を一望できる観光スポットであるほか、「猫に出会えるスポット」のひとつとしても知られる。
島内にはほかに豊玉姫の夫である彦火火出見尊を祀った加茂神社、豊玉姫神社末社の住吉神社、ほかに荒神社、恵比寿社がある ほか、寺院がひとつある。

## 文化

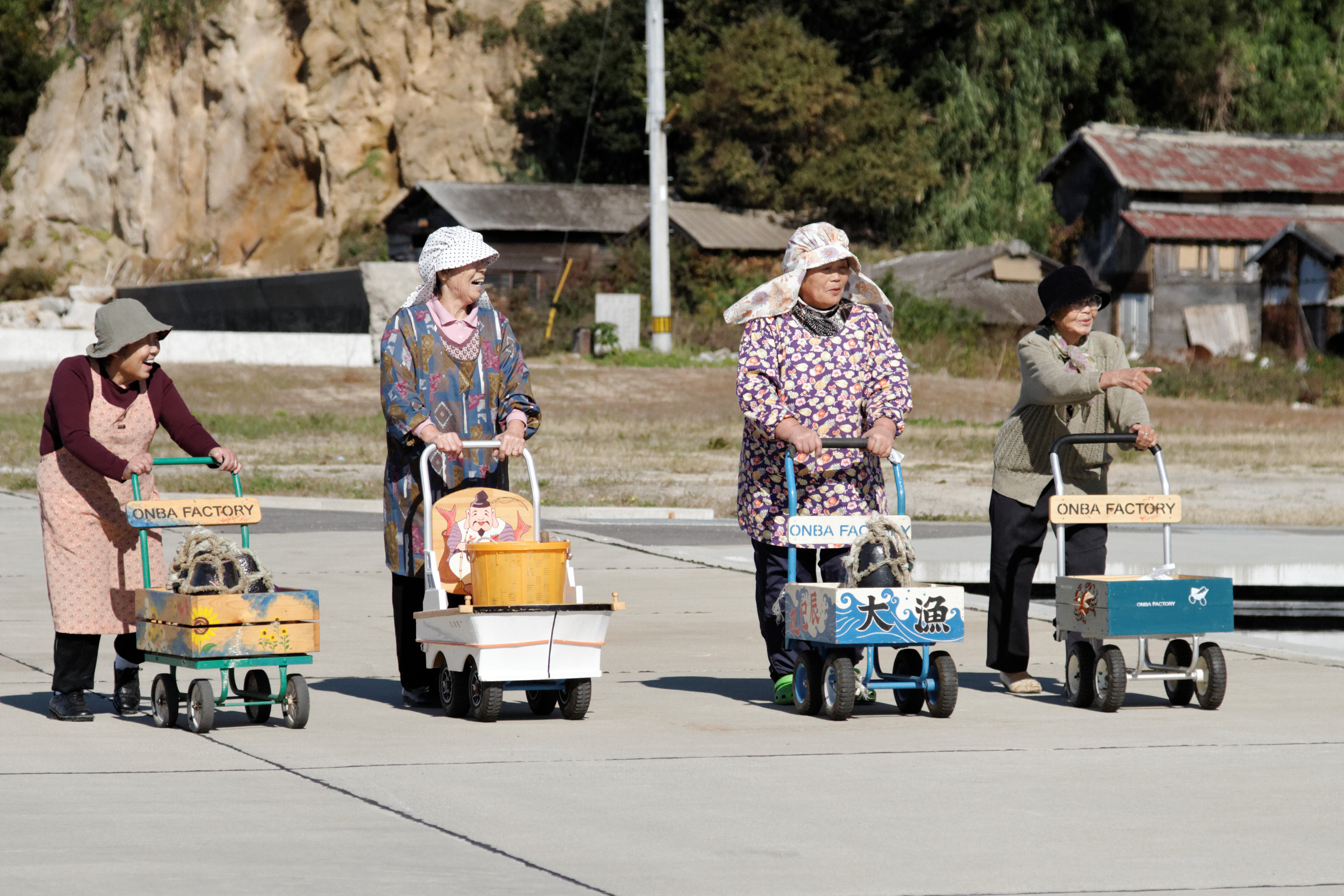
男木島の島民

男木島は小さな島であり、利用できる生活資源が限られていることから島民の相互扶助の意識や一体感は強く、広島市立大学教授で社会学者の中島正博は「男木島の島民は全体としていわば「大きな家族」のようなものである」と記している。また、男木島の島民はお互いを苗字ではなく名前で呼び合うため、知り合いでも姓を知らないことがある。島民性は開放的なことで知られており、島に来た人を歓迎する気質が強いとされる。

### 風習
その厳しい地形条件から、男木島で生活するためには住民同士が互いに助け合うことが必要となってくるが、この相互扶助の慣習を「コウリョク」と呼ぶ。この語源は明らかでないものの、おおむね「協力」の発音が変化したものではないかと考えられている。瀬戸内国際芸術祭によりコミュニティ協議会の財政に余裕が生まれたことにより、草刈りなどの島の維持活動に謝礼が払われるようになったが、このことはコウリョクの伝統にそぐわないこととして反対する声もあった。
明治初期までには数え年で15歳から42歳までの男子により構成される「若中」と呼ばれる組織があり、「島外の構成員に大祭には帰島を義務付ける」といった規約を作って祭礼を取り仕切っていた。また、島には若衆宿、「ネエラヤド」と呼ばれる娘宿があり、若者の集団的トレーニングや人間的交流の場として大きな役割を果たしていた。娘宿については「風紀を乱す」ということから1926年(昭和元年)に廃止された。また島の山にはかつて、年に1回のみ落ち葉かきを許される日があり、島にはそれを監視するための山番も置かれていた。また、島の女性は荷物を頭上に乗せて運び、これを「イタダキ」と呼んだ。地理学者の金尾宗平は、この風習が広まったのは島の路地がおおむね急な坂道で占められているからであろうと推測している。
金尾は1927年（昭和2年）の『男木島の特殊な自然と人文』にて、当時の男木島における結婚の事情について書いている。島民は16歳から17歳になれば必ず結婚し、これに遅れることは非常な恥であるとされた。婿は嫁の実家に赴き、結婚を数回懇望するが実家側は（慣習的なものとして）これを退ける。次に婿は娘組を招き、ご馳走などをして了解を求める。その後、婿は娘組、あるいは娘組の世話をしている老婆の手から嫁を貰う。結婚した後も夫婦は親元にとどまり、子供が出来るまでは別居を続ける。中には出産しても娘を送らず、3年ほど引きとどめておく家もあるという。

### 出身者
西村望（にしむら ぼう、1926年 - 2022年）
小説家。新聞記者やルポライターなどを経て1978年に処女作『鬼畜』を発表し、その臨場感にみちた犯罪描写で衝撃をあたえた。代表作に『犬死にせしもの』などがある。
西村寿行（にしむら じゅこう、1930年 - 2007年）
小説家。西村望の弟である。1969年（昭和44年）の『犬鷲』で第35回オール讀物新人賞佳作を受賞し作家デビュー、つづいて動物小説や社会性をうちだした推理小説を発表する『君よ憤怒の河を渉れ』をはじめとするバイオレンス小説で知られている。
浜口喜博（はまぐち よしひろ、1926年 - 2011年）
水泳選手 日本水泳連盟顧問、元常務理事なども務めた。1952年（昭和27年）に開かれたヘルシンキオリンピックの競泳男子800メートルリレーで銀メダルを獲得し、古橋広之進とともに水泳日本の名を高めた。

### その他
映画『喜びも悲しみも幾歳月』、『めおん』などが男木島灯台をロケ地のひとつとしている ほか、男木島は小説『バトル・ロワイアル』の舞台である「沖木島」のモデルとなったとも言われている。また、『岩合光昭の世界ネコ歩き 瀬戸内海』では男木島が撮影地のひとつとして選ばれている。映画「さがす」（2022）でロケーションのひとつになった。ほかに、ゲーム『Summer Pockets』の舞台のモデルのひとつとなっている。

## テレビ番組
- 日経スペシャル ガイアの夜明け 揺れる介護保険「～相次いだ不正･･･コムスンの今～」（2007年8月7日、テレビ東京）[96]。- 自らが支えあう介護を取材。